# Calopteryx splendens

La libélula azul o caballito del diablo verde (Calopteryx splendens) es una especie de odonato zigóptero de la familia Calopterygidae. 

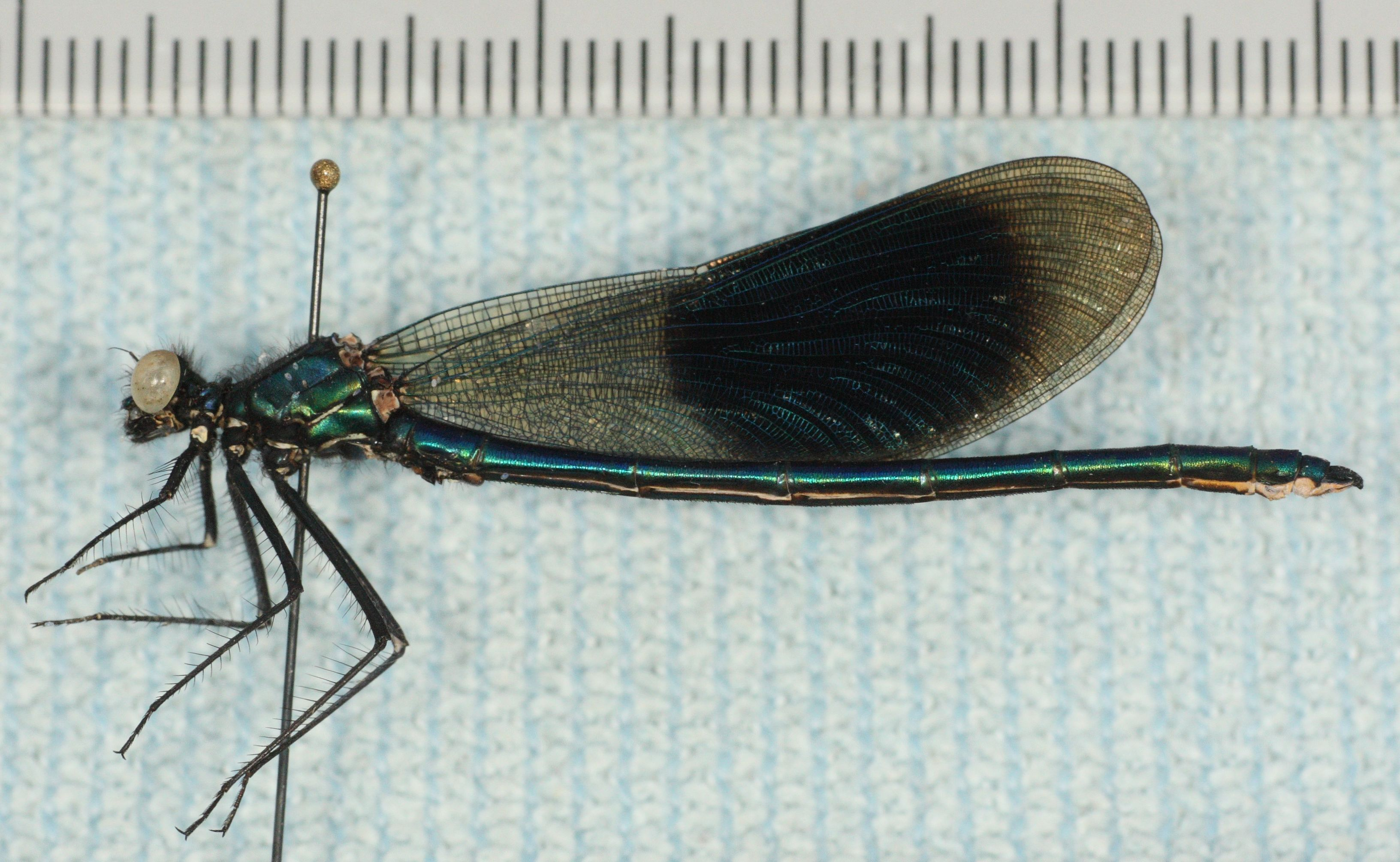
El macho

## Descripción
Este zigóptero de 50 mm de longitud y 70 mm de envergadura alar, es algo mayor que Calopteryx virgo, con la principal diferencia que el macho de virgo tiene toda el ala de color azul oscuro reluciente, y las alas de las hembras son verdes translúcidas.
El macho de Calopteryx splendens puede confundirse fácilmente con el de Calopteryx xanthostoma, que también es azul metálico y tiene una gran mancha azul oscuro ocupando toda la mitad distal del ala, pero en esa especie la mancha azul llega hasta la punta del ala.

## Distribución
Se distribuyen por toda Europa, Asia Menor y norte de África, en zonas montañosas hasta los 1200 m s. n. m. En España por la zona medirerránea.

## Hábitat y reproducción
Prefiere las aguas soleadas en cuyas orillas crezcan juncos y cañas, en ríos y cursos de agua amplios y de poca velocidad. Estas libélulas se observan desde mediada la primavera hasta comienzo del verano, un ejemplar no vive más de dos semanas. Poco después de haber salido de las ninfas las libélulas, comienza el celo, el apareamiento y la puesta de huevos; la hembra deposita unos trescientos huevos en tallos y hojas de plantas acuáticas, las ninfas invernan en el agua dos veces antes de desarrollarse como imagos.